# Tempel van Mens
De Tempel van Mens (Latijn:Aedes Menti) was een tempel ter ere van de god Mens.
Mens was in de Romeinse mythologie de personificatie van het bewustzijn en het rechtschapen denken. De tempel werd in 217 v.Chr. aan de god beloofd door praetor Titus Otacilius Crassus. Aanleiding was de voor de Romeinen desastreus verlopen Slag bij het Trasimeense Meer, waar Hannibal Barkas een grote overwinning behaalde. Na het raadplegen van de Sibyllijnse boeken werd besloten om de tempel te bouwen in de hoop het lot daarmee te keren. Op 8 juni 215 v.Chr. werd de Tempel van Mens ingewijd. In 107 v.Chr. werd de tempel gerestaureerd door Marcus Aemilius Scaurus. De laatste vermelding van de tempel stamt uit de tijd van keizer Galba. Waarschijnlijk ging de tempel verloren bij de grote brand op de Capitolijn in 69 of in 80.
De tempel werd gebouwd op de Capitolijn en stond waarschijnlijk in de Area Capitolina, bij de grote Tempel van Jupiter Optimus Maximus. Het gebouw vormde een twee-eenheid met de identieke Tempel van Venus Erycina, die er direct naast stond en in hetzelfde jaar was gebouwd en ingewijd.

## Bron
1. ↑  Livius, Ab Urbe Conditum - 23.31.9

- L. Richardson, jr, A New Topographical Dictionary of Ancient Rome, Baltimore - London 1992. pp.251. ISBN 0801843006